# Mannschaftskader der polnischen Mannschaftsmeisterschaft im Schach 1965
Die Liste der Mannschaftskader der polnischen Mannschaftsmeisterschaft im Schach 1965 enthält (soweit bekannt) alle Spieler, die in der Endrunde der polnischen Mannschaftsmeisterschaft im Schach 1965 mindestens einmal eingesetzt wurden, mit ihren Ergebnissen.

## Allgemeines
Punktbester Spieler war Jerzy Jakubiec (AKS Chorzów) mit 9,5 Punkten aus 11 Partien. Je 9 Punkte aus 11 Partien erreichten Witold Balcerowski, Andrzej Łuczak (beide Start Łódź), Janusz Szukszta (Legion Warszawa) und Danuta Samolewicz (Pogoń Wrocław).

## Legende
Die nachstehenden Tabellen enthalten folgende Informationen:
- Nr.: Ranglistennummer; ein zusätzliches „J“ bezeichnet Jugendliche, ein zusätzliches „W“ Frauen
- Titel: FIDE-Titel zum Zeitpunkt des Turniers; IM = Internationaler Meister, WIM = Internationale Meisterin der Frauen
- Pkt.: Anzahl der erreichten Punkte
- Partien: Anzahl der gespielten Partien

## SKS Start Łódź
| Nr. | Titel | Name                | Pkt. | Partien |
| --- | ----- | ------------------- | ---- | ------- |
| 1   |       | Witold Balcerowski  | 9    | 11      |
| 2   |       | Horst Podolski      |      |         |
| 3   |       | Jan Gadaliński      |      |         |
| 4   |       | Wiktor Matkowski    |      |         |
| 5   |       | Andrzej Karnkowski  |      |         |
| 6   |       | Tadeusz Chmielewski |      |         |
| J1  |       | Andrzej Łuczak      | 9    | 11      |
| W1  |       | Anna Hellwig        |      |         |

## WKSz Legion Warszawa
| Nr. | Titel | Name                  | Pkt. | Partien |
| --- | ----- | --------------------- | ---- | ------- |
| 1   | IM    | Kazimierz Plater      | 6,5  | 11      |
| 2   |       | Jan Adamski           | 1,5  | 4       |
| 3   |       | Stanisław Gawlikowski | 3,5  | 10      |
| 4   |       | Janusz Szukszta       | 9    | 11      |
| 5   |       | Rafał Marszałek       | 5,5  | 10      |
| 6   |       | Emanuel Sztejn        | 2    | 4       |
| 7   |       | Michał Skipietrow     | 1,5  | 2       |
| 8   |       | Władysław Schinzel    | 8    | 9       |
| 9   |       | Czesław Krulisch      | 2,5  | 5       |
| J1  |       | Krzysztof Hordyński   | 1,5  | 5       |
| J2  |       | Wacław Ufnal          | 2,5  | 5       |
| J3  |       | Paweł Bartkiewicz     | 0    | 1       |
| W1  |       | Mirosława Litmanowicz | 2    | 4       |
| W2  |       | Jolanta Szota         | 1,5  | 7       |

## KS Start Katowice
| Nr. | Titel | Name                   | Pkt. | Partien |
| --- | ----- | ---------------------- | ---- | ------- |
| 1   |       | Wacław Łuczynowicz     |      |         |
| 2   |       | Adam Dzięciołowski     |      |         |
| 3   |       | Wiktor Balcarek        |      |         |
| 4   |       | Stanisław Kornasiewicz | 8,5  | 11      |
| 5   |       | Zygmunt Kloza          |      |         |
| 6   |       | Marek Szpakowski       | 8,5  | 11      |
| J1  |       | Eugeniusz Ledwoń       |      |         |
| W1  | WIM   | Krystyna Radzikowska   |      |         |

## AKS Chorzów
| Nr. | Titel | Name             | Pkt. | Partien |
| --- | ----- | ---------------- | ---- | ------- |
| 1   |       | Ryszard Drozd    |      |         |
| 2   |       | Henryk Fabian    |      |         |
| 3   |       | Henryk Śliwiński |      |         |
| 4   |       | Zygmunt Gabryś   |      |         |
| 5   |       | Stefan Kempa     |      |         |
| 6   |       | Czesław Leśnik   |      |         |
| J1  |       | Jerzy Jakubiec   | 9,5  | 11      |
| W1  |       | Helga Kempa      |      |         |

## MKS Start Lublin
| Nr. | Titel | Name                | Pkt. | Partien |
| --- | ----- | ------------------- | ---- | ------- |
| 1   |       | Józef Gromek        |      |         |
| 2   |       | Andrzej Sydor       | 7,5  | 11      |
| 3   |       | Zbigniew Jamroz     |      |         |
| 4   |       | Krzysztof Pytel     |      |         |
| 5   |       | Zdzisław Wojcieszyn |      |         |
| 6   |       | Tadeusz Lipski      |      |         |
| J1  |       | Zbigniew Rapcewicz  |      |         |
| W1  |       | Bożena Ziemecka     |      |         |

## KS Maraton Warszawa
| Nr. | Titel | Name                  | Pkt. | Partien |
| --- | ----- | --------------------- | ---- | ------- |
| 1   |       | Stefan Brzózka        |      |         |
| 2   |       | Romuald Grąbczewski   | 8,5  | 11      |
| 3   |       | Zbigniew Cylwik       | 7,5  | 11      |
| 4   |       | Wojciech Zabierzański | 8    | 11      |
| 5   |       | Bogdan Kusiński       |      |         |
| 6   |       | Leszek Adasiak        |      |         |
| J1  |       | Jerzy Lewi            |      |         |

## KKSz Kraków
| Nr. | Titel | Name                | Pkt. | Partien |
| --- | ----- | ------------------- | ---- | ------- |
| 1   | IM    | Bogdan Śliwa        | 4    | 9       |
| 2   |       | Edward Arłamowski   |      |         |
| 3   |       | Czesław Jędrzejek   |      |         |
| 4   |       | Zbigniew Węglowski  |      |         |
| 5   |       | Kazimierz Gdański   |      |         |
| 6   |       | Józef Stokłosa      |      |         |
| J1  |       | Zbigniew Olejniczak |      |         |
| W1  |       | Anna Jurczyńska     | 8,5  | 11      |

## KS Hutnik Nowa Huta
| Nr. | Titel | Name                | Pkt. | Partien |
| --- | ----- | ------------------- | ---- | ------- |
| 1   | IM    | Jacek Bednarski     | 2,5  | 7       |
| 2   |       | Jerzy Kostro        | 7,5  | 11      |
| 3   |       | Ryszard Gąsiorowski |      |         |
| 4   |       | Józef Lesiak        |      |         |
| 6   |       | Stanisław Porębski  |      |         |
| 7   |       | Czesław Michalunio  |      |         |
| J1  |       | Roman Blimke        |      |         |
| W1  |       | Elżbieta Kowalska   |      |         |

## LKS Pogoń Wrocław
| Nr. | Titel | Name                  | Pkt. | Partien |
| --- | ----- | --------------------- | ---- | ------- |
| 1   |       | Benedykt Serwiński    |      |         |
| 2   |       | Władysław Pojedziniec |      |         |
| 3   |       | Zdzisław Kwaśniewski  |      |         |
| 4   |       | Erwin Tiberger        |      |         |
| 5   |       | Ryszard Wyganowski    |      |         |
| 6   |       | Ryszard Więckowski    |      |         |
| J1  |       | Anatol Łokasto        |      |         |
| W1  |       | Danuta Samolewicz     | 9    | 11      |

## MZKS Pocztowiec Poznań
| Nr. | Titel | Name                 | Pkt. | Partien |
| --- | ----- | -------------------- | ---- | ------- |
| 1   |       | Włodzimierz Schmidt  | 8    | 11      |
| 2   |       | Przemysław Ereński   |      |         |
| 3   |       | Lech Tarkowski       |      |         |
| 4   |       | Kazimierz Wyszatycki |      |         |
| 5   |       | Damian Koralewski    |      |         |
| 6   |       | Gerard Błaszyk       |      |         |
| J1  |       | Julian Gralka        |      |         |
| W1  |       | Hanna Ereńska        | 7,5  | 10      |

## RKS Drukarz Warszawa
| Nr. | Titel | Name                   | Pkt. | Partien |
| --- | ----- | ---------------------- | ---- | ------- |
| 1   |       | Andrzej Adamski        |      |         |
| 2   |       | Janusz Szpotański      |      |         |
| 3   |       | Kazimierz Marcinkowski |      |         |
| 4   |       | Zbigniew Czajka        |      |         |
| 5   |       | Wojciech Harmata       |      |         |
| 6   |       | Zenon Autowicz         |      |         |
| J1  |       | Rafał Ziemacki         |      |         |
| W1  |       | Barbara Gos            |      |         |

## KKS Lech Poznań
| Nr. | Titel | Name                | Pkt. | Partien |
| --- | ----- | ------------------- | ---- | ------- |
| 1   |       | Bogdan Pietrusiak   | 7    | 11      |
| 2   |       | Ryszard Bernard     | 4    | 8       |
| 3   |       | Bolesław Rożański   | 1,5  | 8       |
| 4   |       | Bolesław Zborowski  | 0    | 8       |
| 5   |       | Bronisław Stróżniak | 0,5  | 10      |
| 6   |       | Musiał              | 4    | 10      |
| 7   |       | Tadeusz Zieliński   | 3,5  | 11      |
| J1  |       | Adam Wiland         | 1    | 11      |
| W1  |       | Teresa Szatkowska   | 1,5  | 11      |